# Joakim Fredrik von Fersen
Joakim Fredrik von Fersen, född omkring 1670, död 1738, var en svensk friherre och militär.
Joakim Fredrik von Fersen var son till överste Herman von Fersen och Augusta Elisabet von Plessen. Han blev pikenerare vid Wangelins regemente 1685, korpral vid Müller von der Lühnens regemente 1687, sergeant samma år, fänrik 1689 och kornett vid Bremiska kavalleriregementet 1690 samt löjtnant där 1692. Fersen blev ryttmästare 1699, major 1704, överstelöjtnant 1709, och var överste och tillförordnad chef för Bremiska kavalleriregementet 1711–1712. Han ledde sitt regemente i slaget vid Gadebusch. Fersen erhöll 1721 generalmajors avsked. 1727 köpte han godset Lütgen Horn i Leeks socken utanför Tønder i Schleswig.